# لئون کرییر
 لئون کرییر (فرانسوی: Léon Krier‎؛ زادهٔ ۷ آوریل ۱۹۴۶) یک معمار اهل لوکزامبورگ است. وی از برجسته ترین منتقدان معماری مدرن و مدافعان معماری سنّتی می‌باشد.